# (1470) Carla
(1470) Carla ist ein Asteroid des Hauptgürtels, der am 17. September 1938 von dem deutschen Astronomen Alfred Bohrmann in Heidelberg entdeckt wurde.
Der Asteroid ist nach Carla Ziegler, einer Bekannten des Entdeckers, benannt.